# Moth to a Flame
«Moth to a Flame» es una canción del supergrupo de música house sueco Swedish House Mafia y el cantautor canadiense The Weeknd. Fue lanzado el 22 de octubre de 2021 a través de Republic Records, como el tercer sencillo del próximo álbum de estudio debut del grupo, Paradise Again. La canción también se incluye como bonus track en la edición «Alternate World» del quinto álbum de estudio de Weeknd, Dawn FM.

## Antecedentes y lanzamiento
Una posible colaboración entre Swedish House Mafia y The Weeknd se especuló por primera vez cuando el grupo firmó con el gerente de toda la vida de Weeknd, Wassim "Sal" Slaiby, en abril de 2021. Más tarde, Weeknd se burló de él durante un episodio de su programa de radio Apple Music 1 Memento Mori, en el que declaró en la introducción «Los suecos acaban de aterrizar en Los Ángeles». Luego se reveló un fragmento de «Moth to a Flame» de Swedish House Mafia durante su actuación en los MTV Video Music Awards 2021 en septiembre. El 19 de octubre, el grupo y el cantante realizaron un teaser del sencillo una vez más antes de anunciar que se lanzaría el 22 de octubre. Para celebrar su lanzamiento, Swedish House Mafia presentó el vigésimo episodio de Memento Mori.

## Recepción de la crítica
«Moth to a Flame» recibió elogios generalizados de la crítica. Starr Bowenbank de Billboard comparó «Moth to a Flame» con el exitoso sencillo de The Weeknd de 2019 «Blinding Lights», destacando su sintetizador como amenazante de una manera similar al sencillo.

## Video musical
El video musical de la canción se estrenó el 22 de octubre de 2021 junto con el lanzamiento del sencillo y fue dirigido por Alexander Wessely.

## Posicionamiento en listas
| Listas (2021–2022)                          | Mejor posición |
| ------------------------------------------- | -------------- |
| Australia (ARIA)                            | 8              |
| Austria (Ö3 Austria Top 40)                 | 19             |
| Bélgica (Flandes) (Ultratop 50)             | 17             |
| Bélgica (Valonia) (Ultratop 50)             | 16             |
| Canadá (Canadian Hot 100)                   | 7              |
| CEI (Tophit)                                | 154            |
| República Checa (Singles Digitál Top 100)   | 21             |
| Croacia (HRT)                               | 5              |
| Dinamarca (Tracklisten)                     | 10             |
| Finlandia (Suomen virallinen lista)         | 6              |
| Francia (SNEP)                              | 34             |
| Alemania (Offizielle Deutsche Charts)       | 14             |
| Global 200 (Billboard)                      | 10             |
| Grecia (IFPI)                               | 3              |
| Hungría (Rádiós Top 40)                     | 30             |
| Hungría (Single Top 40)                     | 11             |
| Hungría (Stream Top 40)                     | 15             |
| India (IMI)                                 | 7              |
| Irlanda (IRMA)                              | 13             |
| Italia (FIMI)                               | 42             |
| Lituania (AGATA)                            | 4              |
| Mexico Airplay (Billboard)                  | 23             |
| Países Bajos (Dutch Top 40)                 | 10             |
| Países Bajos (Mega Single Top 100)          | 19             |
| Nueva Zelanda (Recorded Music NZ)           | 13             |
| Noruega (VG-lista)                          | 7              |
| Polonia (Polish Airplay Top 100)            | 78             |
| Portugal (AFP)                              | 11             |
| Singapur (RIAS)                             | 11             |
| Eslovaquia (Rádio Top 100)                  | 89             |
| Eslovaquia (Singles Digitál Top 100)        | 13             |
| Sudáfrica (RISA)                            | 22             |
| España (Top 100 Canciones)                  | 56             |
| Suecia (Sverigetopplistan)                  | 5              |
| Suiza (Schweizer Hitparade)                 | 10             |
| Reino Unido (UK Singles Chart)              | 15             |
| Reino Unido (UK Dance Chart)                | 4              |
| Ucrania (Tophit)                            | 94             |
| Estados Unidos (Billboard Hot 100)          | 27             |
| Estados Unidos (Hot Dance/Electronic Songs) | 2              |
| Estados Unidos (Mainstream Top 40)          | 20             |

| Lista (2021)                                            | Posición |
| ------------------------------------------------------- | -------- |
| Estados Unidos (Hot Dance/Electronic Songs) (Billboard) | 26       |
| Países Bajos (Dutch Top 40)                             | 69       |

## Historial de versiones
| Región         | Fecha                 | Formato(s)                   | Sello(s) discográfico(s) | Ref.   |
| -------------- | --------------------- | ---------------------------- | ------------------------ | ------ |
| Varios         | 22 de octubre de 2021 | Descarga digital streaming   | Republic                 | [ 53 ] |
| Estados Unidos | 26 de octubre de 2021 | Radio de éxito contemporáneo | Republic                 | [ 54 ] |
| Rusia          | 27 de octubre de 2021 | Radio de éxito contemporáneo | Universal                | [ 15 ] |